# Карась (аэропорт)
Карась — военный аэродром (ныне заброшенный) 11-го Государственного научно-исследовательского и испытательного полигона Министерства обороны СССР. Расположен в Мугалжарском районе Актюбинской области Казахстана в 2 км к югу от города Жем (бывший военный городок Эмба-5).
Аэродром Карась имел 1 класс и мог принимать большинство типов воздушных судов.
Аэродром построен в середине 1960-х годов, здесь базировался смешанный авиационный полк. После расформирования полигона (российские военнослужащие, служившие на полигоне, были передислоцированы на российскую территорию) в 1999 году, аэродром был заброшен и разграблен, практически не эксплуатируется.
По состоянию на 2010 год большинство зданий и сооружений на аэродроме демонтировано, взлётно-посадочная полоса повреждена паводковыми водами. Повреждения делают невозможной дальнейшую эксплуатацию аэродрома.